# Alessandro Benvenuti
Alessandro Benvenuti (31 de enero de 1950) es un actor, director de cine y guionista italiano. Fue coautor, junto con Francesco Nuti y Athina Cenci, de la comedia GianCattivi, con la que obtuvo sus primeros éxitos en el escenario y en la televisión.

## Biografía
Benvenuti hizo su debut cinematográfico en Ad Ovest di Paperino, película con la que ganó en 1982 la Cinta de Plata al Mejor Director novel, por lo tanto, él comenzó una muy apreciada carrera como director, guionista y actor de un conjunto de originales, fuera de lo común comedias. En 1995 ganó un segundo Cinta de Plata para el guion de la película Belle al Bar. En 1996 recibió tres Globi d'oro nominaciones para su comedia drama de la película Ivo el Genio en las categorías de mejor película, mejor actor y mejor director.

## Filmografía
- Fatto su misura (1985)
- Il ragazzo del Pony Express (1986)
- Soldati - 365 all'alba (1987)
- Compagni di scuola (1988)
- Welcome to Home Gori (1990)
- The Party's Over (1991)
- Belle al Bar (1994)
- Sentimental Maniacs (1994)
- Ivo the Genius (1995)
- Return to Home Gori (1996)
- Albergo Roma (1996)
- The Fugitive (2003)
- 13 at a Table (2004)